# Egidio Miragoli
Egidio Miragoli (Pandino, 1955. július 20. – ) olasz főpap, a Mondovì egyházmegye megyés püspöke 2017. szeptember 29-től.

## Élete
Miragoli 1955-ben született Mondovìban, a lodi szemináriumban tanult. 1979-ben szentelték pappá. 2017. szeptember 29-én Ferenc pápa őt nevezte ki Mondovì püspökévé.

## Megjelent könyvek
- Il sacramento della penitenza. Il ministero del confessore: indicazioni canoniche e pastorali, curatela. Milano, Àncora Editrice, 1999, ISBN 88-7610-764-9
- Il Consiglio pastorale diocesano secondo il Concilio e la sua attuazione nelle diocesi lombarde, tesi di dottorato, Roma, Pontificia università gregoriana, 2000, ISBN 88-7652-855-5

## Mottó és címer

Címere

« In eo qui me confortat »

## Galéria

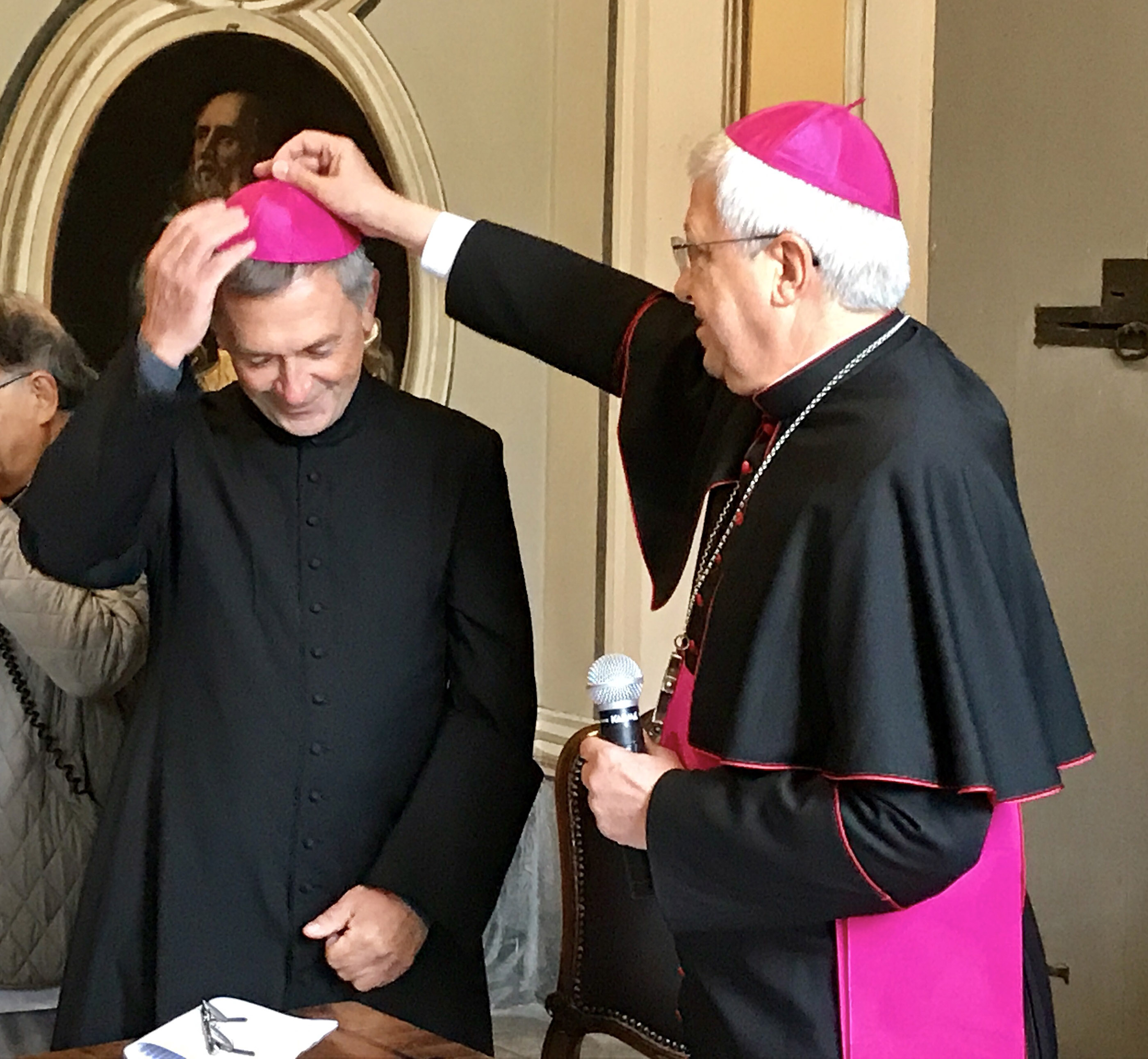
Malvestiti püspök (jobbra) a frissen felszentelt Miragoli püspök fejére helyezi a pileólus fejfedőt, 2017. szeptember 29.
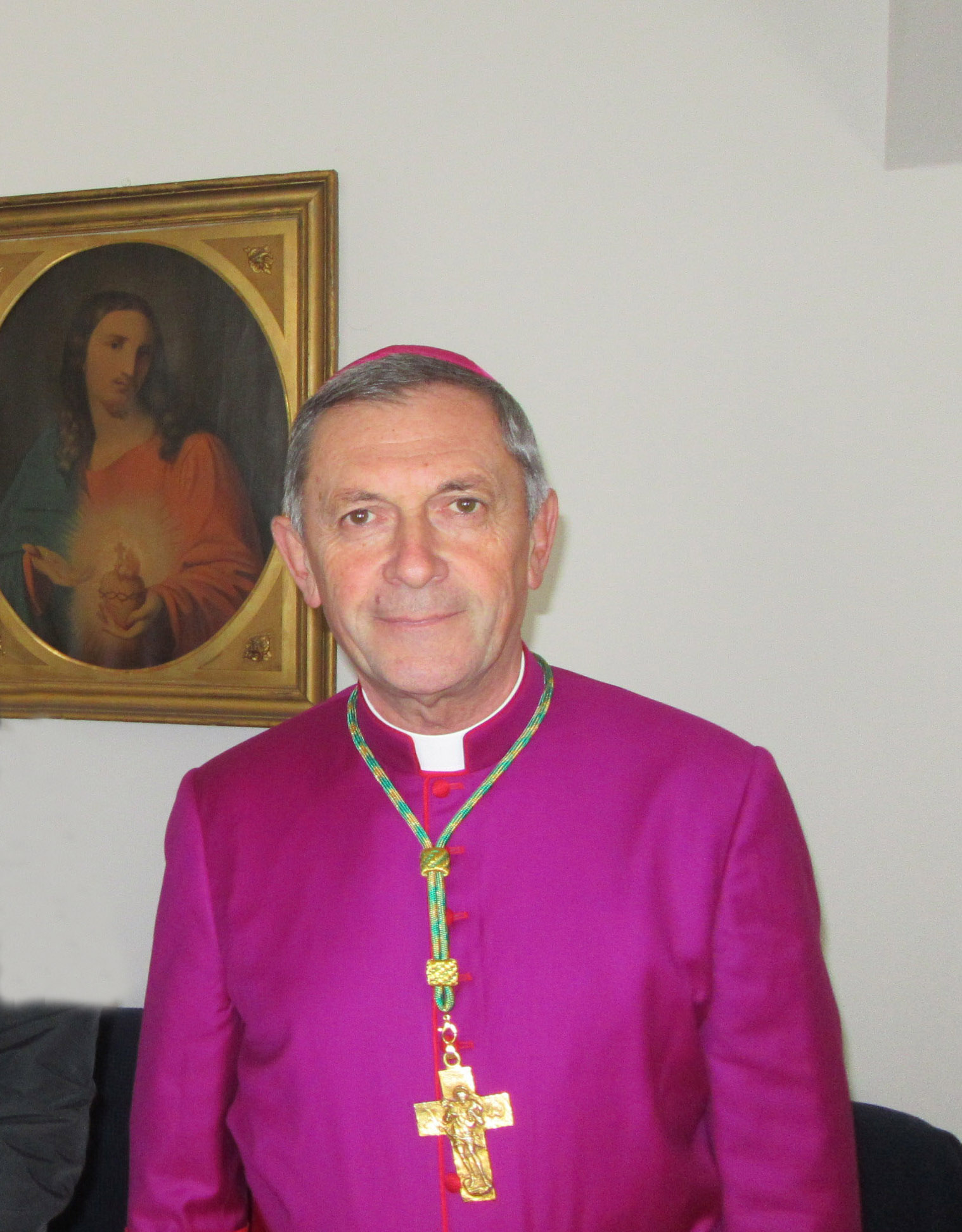
Miragoli püspök, 2017. november 19.